# 相知町立佐里小学校
相知町立佐里小学校（おうちちょうりつ さりしょうがっこう）は、佐賀県東松浦郡相知町佐里にあった小学校。
2003年（平成15年）3月末に閉校し、相知町立相知小学校へ統合された。

## 概要
歴史
1877年（明治10年）に「佐里小学校」として創立。2003年（平成15年）3月末に閉校し、125年の歴史に幕を下ろした。

通学区域
中学校区は相知町立相知中学校であった。

## 沿革
- 1877年（明治10年）12月[1] - 「佐里小学校」が創立。
- 1881年（明治14年）4月 - 統合により、「相知小学校 佐里分校」となる。
- 1887年（明治20年）4月 - 前年の小学校令の施行により、「尋常相知小学校 佐里分校」となる。
- 1892年（明治25年）3月 - 「相知尋常小学校 佐里分校」に改称。
- 1893年（明治26年）4月 - 「相知尋常高等小学校 尋常部 佐里分校」に改称。
- 1898年（明治31年）4月 - 「相知尋常高等小学校 尋常部　佐里分教場」として独立。
- 1899年（明治32年）10月14日 - 相知尋常高等小学校より分離の上、「佐里尋常小学校」として独立。
- 1901年（明治34年）4月1日 - 統合により、「相知尋常高等小学校 尋常部 佐里分教場」となる。
- 1914年（大正3年）4月- 男子実業補習学校を併設。
- 1921年（大正10年）12月 - 校舎を改築。
- 1922年（大正11年）4月 - 6年制となる。
- 1927年（昭和2年）12月 - 校舎1棟を新築。
- 1928年（昭和3年）4月 - 併設の青年訓練所充当佐里実業補習学校が佐里公民学校に改称。
- 1929年（昭和4年）
  - 4月1日 - 相知尋常高等小学校より分離の上、「佐里尋常小学校」として独立。
  - 4月28日 - 開校式を挙行。
- 1931年（昭和6年）- 相知村内の公民学校の統合により、併設の佐里公民学校が廃止される。
- 1935年（昭和10年）
  - 9月1日 - 相知村が町制施行で相知町となる。
  - 10月 - 校旗を制定。
- 1937年（昭和12年）8月 - 同窓会が発足。
- 1941年（昭和16年）4月1日 - 国民学校令の施行により、「佐里国民学校」に改称。尋常科を初等科に改める。
- 1943年（昭和18年）- 北杉野地区の児童が相知国民学校へ転出。
- 1947年（昭和22年）4月1日 - 学制改革により、国民学校初等科は「相知町立佐里小学校」に改組される。
- 1952年（昭和27年）12月 - 講堂が完成。
- 1959年（昭和34年）2月 - 木造新校舎が完成。
- 1960年（昭和35年）10月 - 完全給食を開始。
- 1965年（昭和40年）4月 - プールが完成。
- 1966年（昭和41年）4月 - 東側校門を拡張。
- 1967年（昭和42年）
  - 1月 - 校舎裏石垣が完成。
  - 5月 - 制服を決定。
- 1968年（昭和43年）5月 - 剣道クラブが発足。
- 1969年（昭和44年）10月 - 特別教室が完成。
- 1971年（昭和46年）9月 - 給食センターの完成により、センターからの配送方式に変更。
- 2003年（平成15年）3月31日 - 相知町立相知小学校への統合のため、閉校。
  - 閉校後の校舎は「唐津市佐里地区公民館」として、体育館は「唐津市佐里体育館」として利用されている。

## 交通
最寄りの鉄道駅
- JR九州 筑肥線 「佐里駅」

最寄りのバス停留所
- 昭和バス 「鶴田橋」停留所

最寄りの幹線道路
- 佐賀県道38号相知山内線

## 周辺
- 青幡神社
- 佐里温泉
- アザメの瀬
- 松浦川

## 参考資料
- 「相知町史 下巻」（相知町史編さん委員会, 1977年（昭和52年）3月発行）p.378～

## 関連事項
- 佐賀県小学校の廃校一覧